# Medetera inspissata
Medetera inspissata är en tvåvingeart som beskrevs av Collin 1952. Medetera inspissata ingår i släktet Medetera och familjen styltflugor. Det är osäkert om arten förekommer i Sverige. Inga underarter finns listade i Catalogue of Life.